# Styringomyia trilobula
Styringomyia trilobula är en tvåvingeart som beskrevs av Alexander 1972. Styringomyia trilobula ingår i släktet Styringomyia och familjen småharkrankar.
Artens utbredningsområde är Nigeria. Inga underarter finns listade i Catalogue of Life.